# Reserva de la biosfera del Alto Bernesga

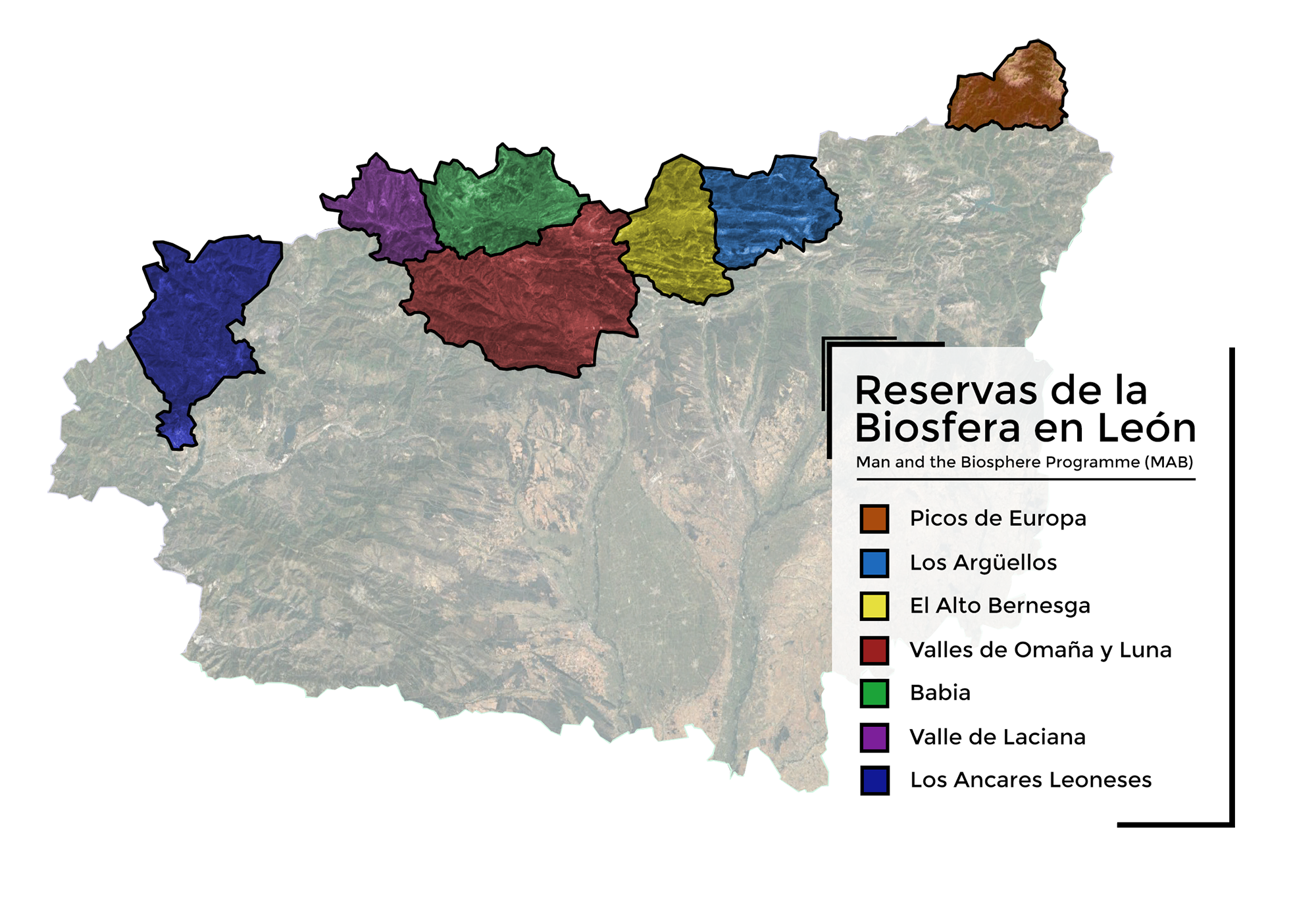
León atesora la mayor concentración de Reservas de la Biosfera en el mundo con cerca del 17% del territorio declarado.

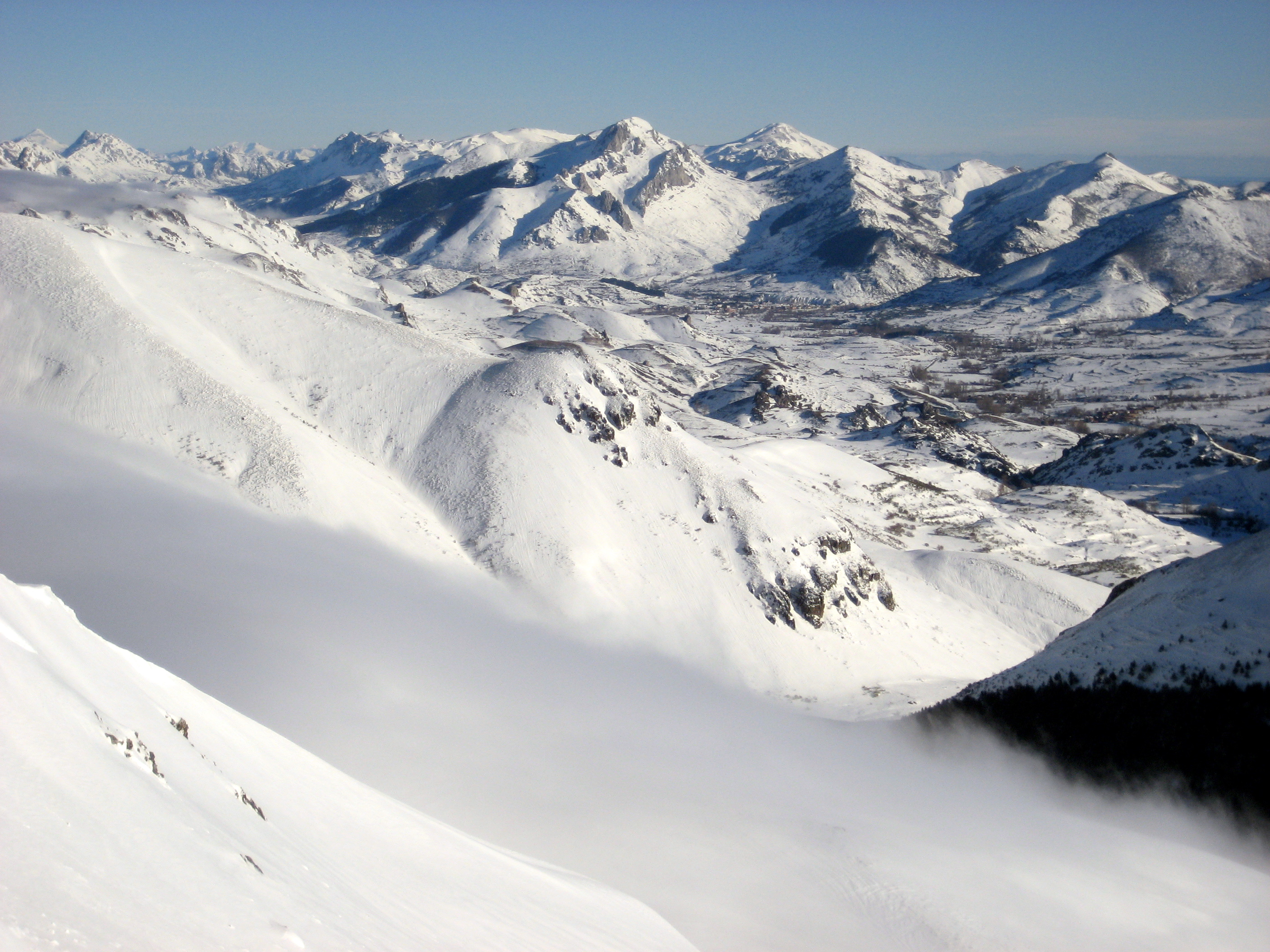
Valle de la Tercia, donde se encuentra Villamanín.

La Reserva de la Biosfera del Alto Bernesga se encuentra en la montaña central de la provincia de León, comunidad autónoma de Castilla y León, España. Creada en el año 2005, ocupa 33.442 hectáreas que pertenecen a los municipios de Villamanín y Pola de Gordón. Se trata de una de las reservas que en el futuro compondrán la Gran Reserva de la Biosfera Cantábrica.

## Descripción
Localizada en la montaña central leonesa, en la provincia de León, se encuentra delimitada al norte por un territorio rocoso de fuertes pendientes y cumbres con altitudes entre 1.100 y 2.189 m s. n. m. El río Bernesga es el principal cauce fluvial y sus afluentes más importantes son los ríos Rodiezmo y Casares, dando lugar a dos grandes valles con numerosos arroyos.

## Flora y fauna
Hay bosques de hayas, abedules y robledales y que están protegidos en los valles de los afluentes del Río Bernesga. Se encuentran también especies endémicas como el enebro español así como paisajes modelados por la mano del hombre, como los pastos de alta montaña denominados brañas. El área incluye también depósitos paleontológicos que representan uno de los valores más importantes para la conservación en el Alto Bernesga, y encinares endémicos que crecen en la piedra caliza.
Habitan la reserva especies emblemáticas como el rebeco y el águila real. Así mismo, sus bosques se encuentran habitados por el lobo, el oso y el urogallo. Los arroyos y ríos acogen a su vez a la nutria y el desmán de los Pirineos. En los matorrales y monte bajo encuentran refugio a la liebre del piornal.

## Ocupación humana
Las actividades humanas son sobre todo las relacionadas con la ganadería, que tiene una gran importancia en el mantenimiento del paisaje, con las tradicionales brañas, donde se encuentran refugios antiguos de incalculable valor cultural. Otras actividades de mención son las relacionadas con el sector minero, estando la reserva dañada por las canteras y explotaciones carboníferas; sin embargo, los abundantes recursos naturales mitigan el daño realizado por estas actividades, así como de las actividades industriales en los entornos de Villamanín y la Pola de Gordón.